# Dalarik
Dalarik – wieś w Armenii, w prowincji Armawir. W 2011 roku liczyła 3975 mieszkańców.